# Thomas Conrad von Baldenstein

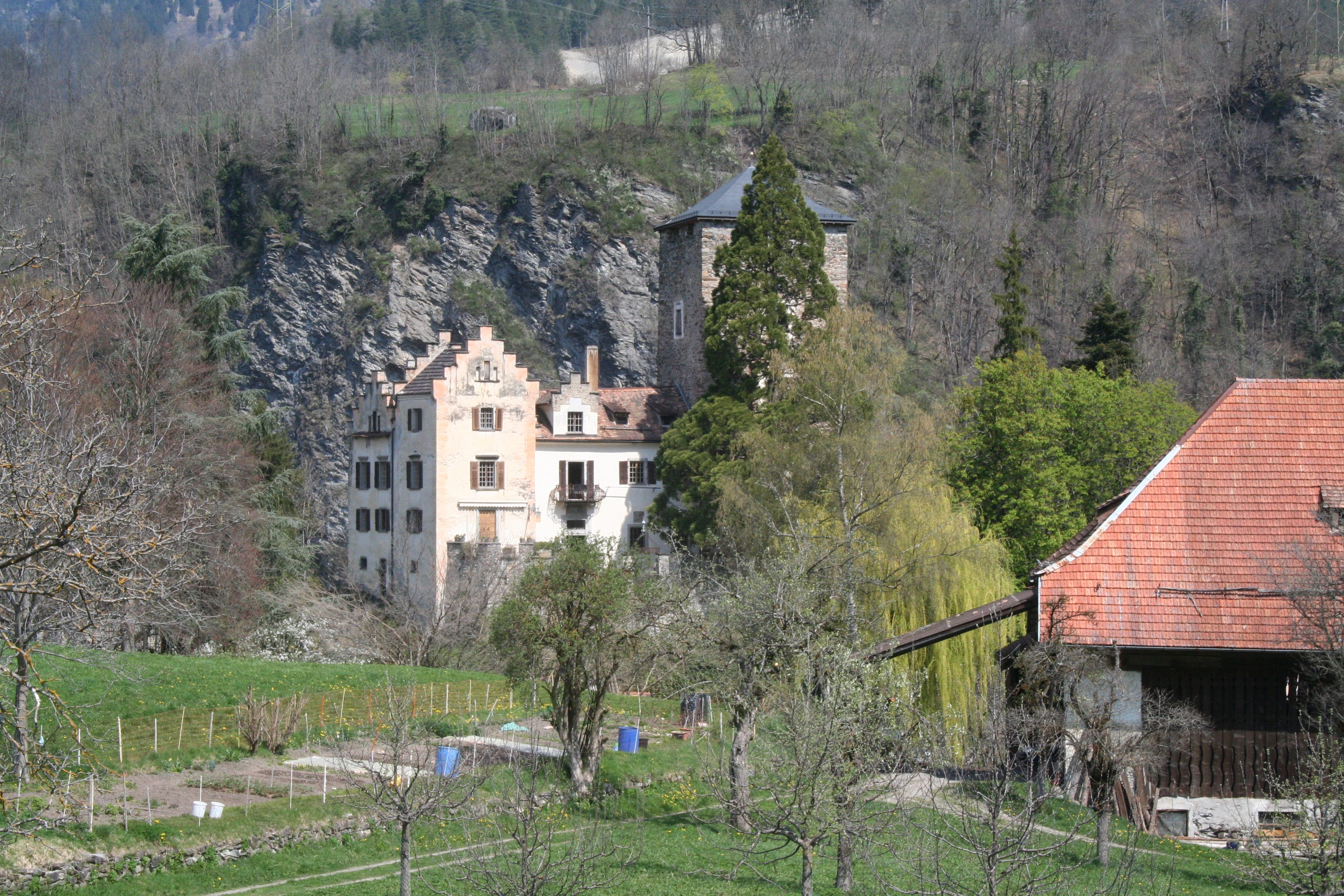
Schloss Baldenstein von Süden

Thomas Conrad von Baldenstein (geboren am 28. Januar 1784 auf Schloss Baldenstein, Kanton Graubünden; gestorben am 14. September 1878 ebenda) war ein Schweizer Naturforscher, der sich vor allem mit der Vogelwelt der Alpen befasste und 1827 erstmals die Weidenmeise als eigene Art beschrieb. Er stellte ausserdem die Gattung Hippolais auf.

## Leben
Thomas Conrad wurde 1784 in Graubünden auf Schloss Baldenstein geboren, das sein Vater Francesco Conrad (1753 – 1821), ein wohlhabender Geschäftsmann, 1782 erworben hatte. Die Familie war in Italien bereits zu Zeiten des Grossvaters Giacomo Conrad zu Wohlstand gelangt und besass umfangreiche Begüterungen im Hinterrheingebiet und im Veltlin. Letztere verlor Francesco 1798 bei Gründung der Cisalpinischen Republik und wurde dafür entschädigt. Mit der Entschädigungssumme kaufte er das ehemalige Klostergut Sant’Agnese bei Cavaglietto im Piemont. Er betätigte sich als Kaufmann, in der Seidenzucht und im Bergbaugeschäft, war Landvogt, Statthalter und Abgeordneter. Thomas war das älteste von zehn Geschwistern; er hatte fünf Brüder und vier Schwestern. Die Familie war nicht adeliger Abstammung. Der Namenszusatz „von Baldenstein“ sollte in erster Linie Verwechselungen vorbeugen.
Thomas Conrad wuchs auf Schloss Baldenstein und in Chiavenna (Kleven) auf und sprach Deutsch, Italienisch sowie später auch fliessend Französisch. Er erhielt zunächst Privatunterricht und ging dann auf das Philanthropin in Reichenau, das jedoch am 9. Mai 1798 aufgelöst wurde. Vom Pfarrer von Sils im Domleschg wurde er auf ein Studium vorbereitet, das er am 19. August 1801 an der juristischen Fakultät in Erlangen antrat. Die Dauer des Studiums ist unbekannt. Einen Abschluss erreichte Conrad jedoch nicht, da er ins Piémont ging, um das väterliche Gut Sant’Agnese zu verwalten.
Später trat Conrad in das bündnerische Regiment des Königreichs Sardinien ein. Seine militärische Laufbahn führte ihn bis zum Rang des Hauptmanns, bevor das Regiment 1816 aufgelöst wurde. Als Hauptmann diente er später weitere acht Jahre lang in der Miliz Graubündens. 1826 nahm er seinen Abschied und widmete sich der Verwaltung des Gutes in Baldenstein, den Geschäften in Chiavenna und seinen Leidenschaften – der Ornithologie und der Imkerei.
1824 heiratete er Clara Cantieni, mit der er einen Sohn hatte, der 1836 neunjährig verstarb. Conrad starb hochbetagt, erblindet und nahezu taub am 14. September 1878 auf Schloss Baldenstein. Seine Frau überlebte ihn um zehn Jahre.

## Wirken
Nachweislich seit seiner ersten Zeit im Piemont betrieb Conrad – zeitweilig fast täglich – ornithologische Feldstudien, die er in Tagebuchnotizen festhielt. Er legte eine bedeutende Sammlung an Bälgen und Eiern an, die jedoch kurz vor seinem Tod einem Schlossbrand zum Opfer fiel. Seine wissenschaftlichen Vogelbeschreibungen illustrierte er gekonnt in Aquarellen. Conrad wirkte grossenteils im Stillen und ein bedeutender Teil seiner Aufzeichnungen blieb unveröffentlicht.
In der Neuen Alpina, die der Pfarrer und Naturforscher Johann Rudolph Steinmüller 1927 herausgab, finden sich teils sehr umfangreiche Beschreibungen, Verhaltensstudien und avifaunistische Berichte von Conrad über alpine Arten wie Schneesperling (Erstbeschreibung von Weibchen- und Jugendkleid), Bergpieper, Sperlingskauz, Zitronenzeisig und Felsenschwalbe. Der Abschnitt über die „Sumpfmeise“ stellt die wissenschaftliche Erstbeschreibung der Weidenmeise dar. Zuvor war zwischen beiden Arten nicht unterschieden worden. Conrad beschreibt bereits detailliert die massgeblichen Bestimmungsmerkmale wie beispielsweise die unterschiedlichen Gesänge oder auch verschiedene Habitatansprüche. In dem längeren Abriss Nachrichten über die noch zu wenig bekannte Familie unserer Laubsänger (zu denen er auch die Spötter zählt), beschreibt er den Orpheusspötter als „Italiänischen gelbbäuchigen Laubsänger“ (Hippolais italica) und stellt dafür die neue Gattung Hippolais auf, die bis heute Bestand hat. Ausserdem beschreibt er als neue Art den „weissbäuchigen Laubsänger“ (Sylvia albicans) – den heutigen Berglaubsänger. Hätte er den dazugehörigen Tagebucheintrag von 1813 eher veröffentlicht, wäre dies wohl die Erstbeschreibung. Jedoch besitzt nun die 1819 publizierte Beschreibung von Louis Pierre Vieillot Priorität.
Kleinere Publikationen widmen sich dem Verhalten des Bartgeiers in Gefangenschaft (1829) oder der Lebensweise der Wildhühner (1865). Ein Verzeichnis der Vögel Graubündens blieb unvollendet und der „Vogelbauer“, ein Manuskript mit 96 handgemalten Tafeln und Beschreibungen von 197 Vogelarten wurde erst 1981 – fast hundert Jahre nach Conrads Tod – als Kunstdruck veröffentlicht.
Conrad betätigte sich auch als Imker, engagierte sich in der regionalen Bienenzüchtergesellschaft und publizierte in der „Bienenzeitung“. Er liess sich 1843 aus Castasegna Italienische Bienen schicken und führte die besonders ertragreiche Rasse in Graubünden ein. Diese Anregung nahm auch der Bienenforscher Johann Dzierzon auf und liess sich Italienische Bienen von Conrad zukommen.

## Werke
- Verschiedene Beiträge in Johann Rudolph Steinmüller: Neue Alpina – eine Schrift der Schweizerischen Naturgeschichte, Alpen- und Landwirthschaft gewiedmet, Steinerische Buchhandlung, Winterthur, 1827, (Digitalisat bei google books)
- Beyträge zur Naturgeschichte des Bartgeyers (Gypaetos barbatus), Denkschriften der Allgemeinen Schweizerischen Gesellschaft für die Gesammten Naturwissenschaften, Band 1, 1829, doi:10.5169/seals-357961
- Wie leben unsere Wildhühner?, Verhandlungen der Schweizerischen Naturforschenden Gesellschaft, Band 49, 1865
- Vogelbauer. Nebst Anmerkungen über die Naturgeschichte der in demselben Enthaltenen Vögel, welche alle nach der Natur gezeichnet und beschrieben nach eigenen Beobachtungen 1811–1868, Chur, Calven, 1981